# Érme
Az érme, pénzérme vagy fémpénz rögzített minőségű és mennyiségű fémből készült, leggyakrabban korong alakú, törvény által szabályozott módon, rendszerint állami vagy uralkodói fennhatóság alatt álló intézmény által kibocsátott pénz, törvényes fizetési eszköz. A bankjegy mellett a készpénz másik megjelenési formája, amely leginkább kisebb címletekként kerül forgalomba. Két fő típusa a nemesfémtartalmánál fogva saját értékkel is rendelkező értékpénz és a nem nemesfémből vert váltópénz, melynek forgalmát – akárcsak a papírpénzekét – törvény kényszeríti ki.
A papírpénzek mellett érmék képezik a modern fizetőeszközök készpénzállományát. Érmék rendszerint – bár nem kizárólag – a kisebb forgalmú készpénzügyletek lebonyolítására szolgálnak, nem egy esetben törvény szabja meg azt az érmemennyiséget, amelyet az eladó köteles elfogadni. A 20. században az értékpénzek kibocsátása és forgalma folyamatosan visszaszorult, a jelenleg forgalomban lévő pénzérmék ezért legtöbbször kis címletű váltópénzek.
Az érméknek – készpénzforgalmi szerepük mellett – művészeti értékük is van, ezért a legtöbb ország névértékkel ellátott, ám nem forgalmi célú emlékérméket is kibocsát. Szintén nem készpénzforgalmi céllal bocsátják ki azokat a modern, nagy címletű értékpénzeket, amelyek elsősorban a nemesfémtartás és -kereskedelem eszközei. Ezeket megkülönböztetésül kereskedelmi érmének nevezzük.

## Az érmék története
A pénzérme jelentette több mint két évezreden keresztül a pénzt. A modern világban a pénzérme jelentősége csekély lett, csak a kis értékű tranzakciók váltópénzeként használatos.
Bimetalizmus esetén kétféle fémből lévő pénz volt forgalomban (például arany, ezüst; ilyenkor a kisebb értékű váltásra szolgált), monometalizmus csak egyféle fémből való.

### Kezdetek

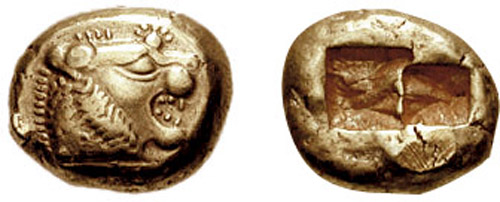
Az első érmék egyike: egyharmad sztatér Lüdiából (i. e. 560 körül)

Bár a pénz története során sok tárgy is szolgált általános egyenértékesként, ezek nem feleltek meg a pénzzel szemben támasztott követelmények mindegyikének: túlságosan nagy méretűek voltak (kőpénzek), nem voltak elég ritkák (kősó, ásópénz), oszthatóak vagy tartósak (élőállat), így nem feleltek meg a kereskedelmi és vagyontartási céloknak. Mivel a nemesfémek ezeket a kritériumokat kielégítették, pénzként való használatuk a civilizációk kialakulásának egyik sarokkövévé vált.
A nemesfémekkel való kereskedelem során meg kellett állapítani a nemesfémdarab tömegét és finomságát; az előbbi súlyméréssel, az utóbbi próbakő segítségével történt. Mivel ez a mindennapi kereskedelmet jelentősen bonyolította, felmerült az igény szabványos méretű és összetételű fémdarabok készítésére. Az ilyen fémdarabok szabványosságának hiteléül az érmeveret szolgált, a vert érmék értékét könnyen be lehetett azonosítani a veret alapján.
Az első vert pénzérméket minden bizonnyal Lüdiában készítették. Az első fennmaradt érmék feliratot nem, csak képi ábrázolást hordoztak. Ezek az érmék elektrumból, egy természetes arany–ezüst ötvözetből készültek, és Lüdia jelképe, az oroszlánfej manccsal szerepelt rajtuk. A lüdiai pénzek a föníciaiak révén gyorssan elterjedtek a Földközi-tenger medencéjében.

### Antikvitás

#### Görögország
A lüdiai találmányt hamar átvették a görögök is. A legenda szerint első görög pénzérméket az i. e. 7. században készítették rézből, majd vasból (ezekből készítették fegyvereiket is). Argosz királya, Pheidón az érmék értékes vasanyagát azonban egy akkor haszontalannak és értéktelennek számító másik fémmel, az ezüsttel váltotta fel. Eszerint a megmaradt vasérméket Arisztotelész szerint Héra templomának ajándékozta volna. 
Ténylegesen a görög pénzverés kezdete vitatott, de valószínűleg Aigina szigetén indult  az i. e. 7. század végén. Az ókori görögök az aranyat ekkoriban még csak templomaikban, sírjaikon és ékszereikben használták. Nyoma sincs annak, hogy aranypénzt használtak volna i. e. 390 előtt, amikor a II. Philipposz makedón király először vert aranyérméket.
Az i. e. 6.században hihetetlen gyorsasággal terjedt el a pénzverés a görög világban a Fekete-tenger partvidékétől a nyugati görögség (Dél-Itália, Szicília) városaiig. A többé-kevésbé önálló görög városállamok sokaságában az érmék verése rendkívül sokszínű volt, mind az éremképek, mind az érmek súlyrendszereinek tekintetében. A poliszok veretein szereplő ábrázolások címerszerű jelképei voltak a kibocsátónak, például a bagoly az athéni pénzeken. A pénzek címletei a súlyokon alapultak. Az alapegység a drachma, amelynek többszöröseit  (di-, tetra-, okta-, ritkábban deka- és dodekadrachma) és hányadait (obulus, a drachma hatoda, illetve ennek hányadai és többszörösei) bocsátották ki. A görög pénzverések alapjául szolgáló súlyrendszerek (mint például az attikai, éjinai, korinthoszi, phókaiai, föníciai, rodoszii, számoszi) is igen változatosak, amelyek még egy városon belül is változhattak a mindenkori politikai és gazdasági érdekszövetségeknek, illetve érdekellentéteknek megfelelően.

#### Róma

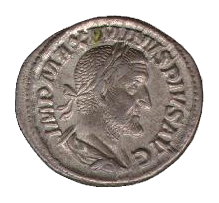
Római denarius

A legkorábbi római pénzek az i. e. 4–3. század fordulóján jelentek meg. Eleinte a Dél-Itáliában használatos görög súlyrendszer alapján didrachma súlyban vertek ezüst-, és litra súlyban bronz pénzérméket, görög mesterek által, és csak a ROMANO felirat utal rajtuk a kibocsátóra. Rómában magában csak nagyméretű, öntött bronzpénzek (aes signatum) készültek a belső forgalom számára, kezdetben téglalap alakban, állatábrázolásokkal. A didrachma verése csak az első pun háború (i. e. 264–241) kezdete táján került át Rómába. A kerek formájú öntött bronzpénzek (aes grave) is ekkoriban jelentek meg, legnagyobb címletük, az as kezdetben a font súlyának (kb. 320 gramm) felelt meg, Készültek az as kisebb címletei is (semis, triens, quadrans, sextans, uncia) és néha többszörösei is (tressis, dupondius). Pontokkal, illetve vonalakkal jelölt értékjelzések voltak rajtuk, amit az itáliai görögöktől vettek át. A klasszikus római ezüstpénz, a dénár csak az i. e. 3. század végén, a második pun háború idején (i. e. 218-201) jelent meg, és ettől kezdve több mint 400 éven át a római pénzverés alapegysége maradt. Aranyat a második pun háború kezdetétől eltekintve csak kivételes alkalmakkor vertek. A bronzverés pedig egyre jelentéktelenebbé vált.
A római császárkor pénzverésének kezdete Augustus római császár nevéhez fűződik. Ettől kezdve háromféle fémből vertek rendszeresen pénzeket a római font súlymértéke alapján, aranyból, (aureus – 1/40 font súlyú, és fele a quinar), ezüstből (dénár, és fele a quinar), illetve  bronzból (sestertius – 2, dupondius – 4, as – 8, semmis – 16 quadrans), amelyeken már nincs értékjelzés, csak méretük, a fémötvözet színe, illetve bizonyos ábrázolások (a dupondiusokon a császárt sugárkoronával ábrázolták) utaltak a címletre. Az érmek előlapján ettől kezdve az uralkodó, illetve családtagjainak portréja, neve és címei (ugyancsak keltező értékűek) szerepelnek. A hátlapok ábrázolásai, a császári propaganda eszközei voltak, a legszélesebb néprétegekhez juttatták el a kívánt üzenetet. Az Augustus által megteremtett pénzrendszer kisebb változtatásokkal egészen Diocletianus római császár 294-es pénzreformjáig állt fent. Ekkor vezették be az augustusi aureusnál (1/40-ed font) lényegesebben könnyebb (1/70 font) aranypénzt, megszüntették a teljesen elértéktelenedett antoninianus verését, és bevezették a valóban ezüstből készült, de meglehetősen ritka argenteust és egy 10 gramm körüii súlyú bronzpénzt, a follist. Diocletianus a pénzverés szervezetét is alaposan megreformálta. A 3. század közepéig a birodalmi pénzverés alapvetően Róma-központú volt.
A katonacsászárok idején egymás után nyíltak meg a tartományokban császári pénzverdék (Antiochia, Lugdunum Sequanorum, Siscia, Cyzicus).
Az I. Constantinus római császár által bevezetett aranypénz, a solidus (1/72 font) még évszázadokkal a birodalom bukása után is megőrizte értékét. Új ezüstpénzei a siliqua (lényegében argenteus súlyú) és a valamivel nehezebb miliarens voltak.
A 4. századi római pénzeken megszűnt a császárok korábban jellemző portrészerű ábrázolása, a pénzek előlapjára egy elvont, szinte minden egyéni vonást nélkülöző uralkodói mellkép került, mintegy jelezve, hogy az isten kegyelméből uralkodó császár személyisége lényegtelen, ő a földi hatalom szimbóluma. Ez az
ábrázolás jellemzi majd a bizánci pénzverést is.

### Kelta pénzverés
A görög-római világ peremén élő népek pénzverését a numizmatikusok összefoglaló szóval kelta pénzverésnek szokták nevezni, bár ők etnikailag igen sokfélék voltak (dákok, germánok, illírek, géták, kelták, trákok és mások). Ezek kezdetben néhány görög vagy római érmét utánoztak, később jelentek meg egyéni vonásaik. Legjellemzőbb előképeik II. Philipposz makedón király (i. e. 358–336) és Nagy Sándor (Kr. e.33G–323) arany stater nevű pénzei (az úgynevezett nyugati keltáknál és a Cseh-medence lakóinál, valamint ugyanezen két uralkodó ezüst tetradrachmái (a Kárpát-medencében és a Balkánon). A Dél-Franciaország és Észak-Itália területén élő népek pedig leginkább Masszália (Marseille) drachmáit utánozták.
A római köztársasági dénárok és quinarok utánzatai az i. e. 1. század folyamán jelentek meg mindenfelé a „kelta” népek körében. Ugyanebben az időben jelentek meg az önálló éremfeliratok, rendszerint különböző nevek, latin betűkkel, így Galliában, Noricumban, a kárpát-medencei boioknál és a mai Budapest környékén letelepült kelta eraviszkuszoknál. Utóbbiak alkották az egyetlen kelta törzset, akik a törzs nevét (RAVIS, illetve IRAVISCI formában) rányomták a pénzeikre.

### Európai pénzverés

#### Bizánci pénzverés

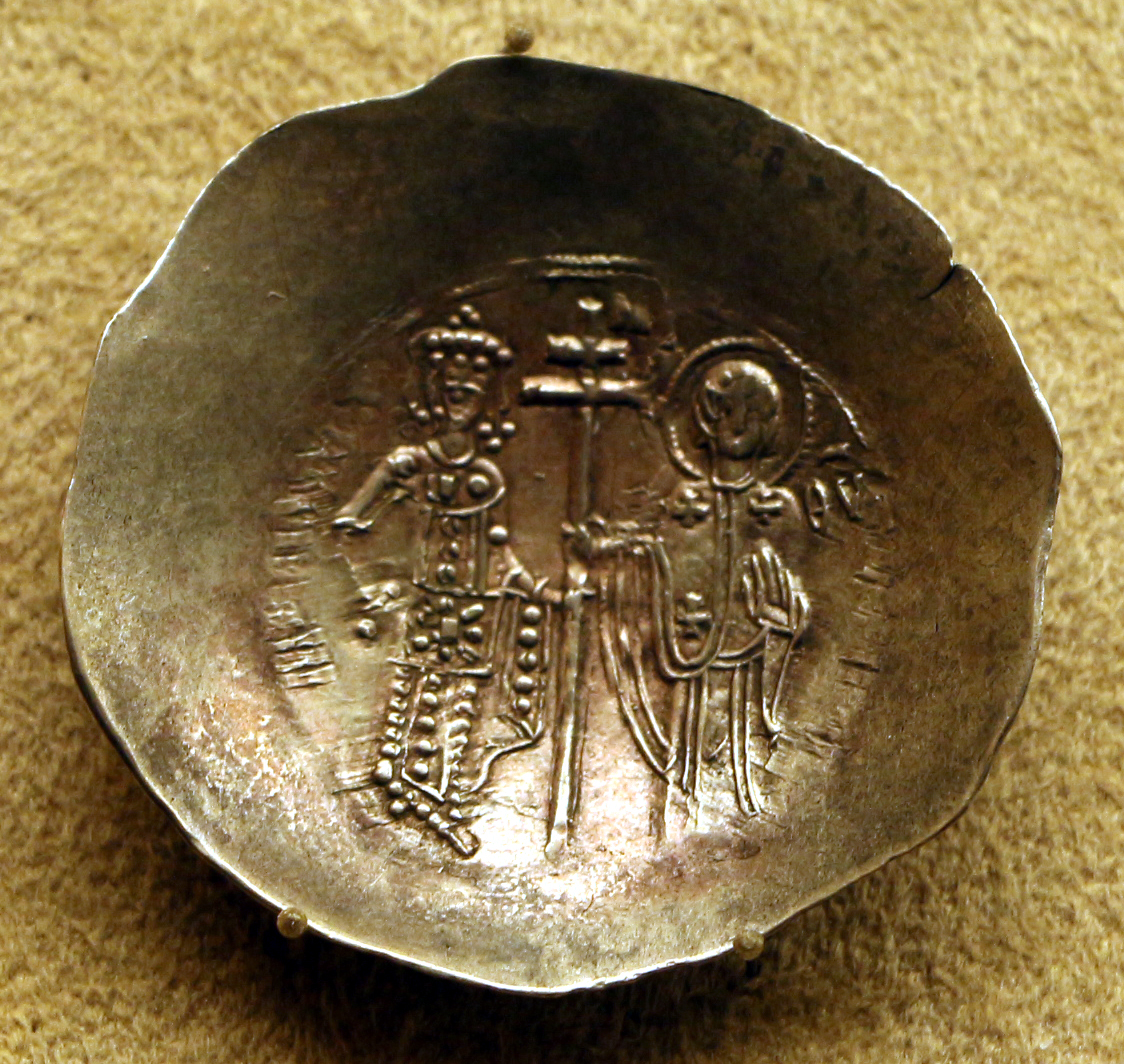
Szküfatosz, tál formájú bizánci pénzérme

I. Anasztasziosz bizánci császár 498. évi pénzreformjától kezdve lehet bizánci pénzverésről szólni. Ekkor vezették be több különféle címletben a nagyméretű, görög számokkal jelzett értékű bronz nummiákat, melyeket a 9. sz. végéig készítették. A pénzeken 538-tól a császárok uralkodási évei szerepeltek. A Nagy Constantinus által bevezetett solidusokat változatlan formában verték a 11. századig. Ezután az aranypénzek szélesebbek, laposabbak és könnyebbek lettek. A 11. század végétől a tál alakú szküphatoszok váltak általánossá és a 12. századtól a tál forma lett jellemző az egész bizánci pénzverésre.
Az ezüstpénzek verése néhány időszaktól eltekintve nem volt jelentős Bizáncban, kezdetben folytatták a római típusú siliqua verését, Hérakleiosz bizánci császár 615 táján kezdte veretni a hexagramnak nevezett (6,75 g) ezüstpénzt. III. Leó az arab dirhemek alapján verette a miliaresiont. A pénzeken a 8. századtól általánossá vált a keresztény szimbolika (Krisztus, Szűz Mária és a szentek ábrázolása). A latin feliratokat felváltotta a görög szöveg. 1204-ben a keresztes hadak elfoglalták Bizáncot, létrejött a Latin Császárság. A később visszaállított Bizánci Birodalom már nem volt képes visszaszerezni korábbi jelentőségét, pénzverése is jelentéktelenné vált.

#### Skandináv pénzforgalom
A skandináv vikingek kereskedelme a 9–10. században Európa gazdasági életének egyik meghatározó eleme volt. Kereskedő útjaik – és rablóhadjárataik – hatalmas területet fogtak át a Számánidák közép-ázsiai központú birodalmától Nyugat-Európáig. A vikingek által ellenőrzött területeken előkerült éremleletek részben arab dirhemekből, részben nyugat-európai, főleg német és angol dénárokból állnak, de kisebb számban itáliai, bizánci, majd a 11. század elejétől cseh, lengyel és magyar pénzek is találhatók az kincsleletekben. Az érmék gyakran hiányosak, mellettük rendesen tört nemesfém is fekszik, ami azt mutatja, hogy az érméket is elsősorban nemesfém nyersanyagként kezelték. Emellett azonban saját pénzeket is vertek, úgynevezett brakteátákat, azaz csak az egyik oldalukon nyomott pénzeket. Ezeket a numizmatika a vikingek egyik legfontosabb kereskedővárosa után Hedeby brakteátáknak nevezi.

#### Dénárperiódus
Az európai középkori pénzverés alapját Nagy Károly vetette meg 781 körül bevezetett pénzreformjával, a 327,45 grammos római font helyébe a 408 grammos fontot tette alap súllyá, és ebből 240 db dénárt rendelt kiverni. Később a pénzlábat könnyítették, többet vertek ki egy fontból, e reform mégis több évszázadra meghatározta a pénzverés alapját, hogy csak ezüstből vertek, csak dénárt, valamint ennek felét, az obulust. A Karoling-ház országaiban a pénzverés gyorsan decentralizálódott, tartományurak, egyházfők, városok folytathattak pénzverést; az érmék számtalan változatban készültek.

#### Garasperiódus
A levantei kereskedelem egyre inkább nélkülözte az értékálló és dénárnál nagyobb értékű pénzt. Az   itáliai városállamok megismerkedtek a keleti birodalmak aranypénzeivel, és Firenze 1252-ben elsőknt veretett aranypénzt veretett, a fiorino d'orót. Példáját gyorsan követte több itáliai város, majd - még a 13. században-Franciaország és Anglia, 1325 körül pedig Károly Róbert magyar és János cseh király majd Európa többi pénzverő hatósága. Itália a
keleti aranyra alapozta aranypénzverését, a 14. században azonban ez a forrás egy időre – megszakadt, aminek révén nagy szerephez jutott a magyar arany. Ebben az időben Magyarország évi 1000 kg-mal az európai aranytermelés 80%-át adta.
A kor kereskedelmének a dénárnál nagyobb értékű váltópénzre is szüksége volt. Ezt az igényt a garas elégítette ki, ami már a 13. században megjelent Itáliában, Franciaországban (Tours), Csehországban. Magyarországra a 13. század végén kezdtek beszivárogni a cseh garasok. Károly Róbert pénzreformja keretében 1329-ben kezdtek garast verni. A 937‰-es finomságú budai márkából először 62, majd 72 db-ot vertek. 1 aranyforint 16 garast, 1 garas 7 dénárt ért.
Károly Róbert 1329–1337, Nagy Lajos 1345–1369 között veretett garast, aztán csak Mátyás király reformja hívta újra életre 1467-ben. A garasverés alapját adó ezüsttermelésünk Csehország után következett az európai rangsorban évi mintegy 10 000 kg-mal. A döntő szerepet biztosító arany mellett azonban háttérbe szorult. Így Magyarországra nézne maga „garasperiódus” elnevezés is kevésbé helytálló, használatát csupán a nemzetközi gyakorlat teszi indokolttá.
A 15. század folyamán egyre silányabb ezüstdénárok készültek, míg az aranyat változatlan finomságban verték tovább; éremképében is csak a címerelemek, nevek változtak.

#### Tallérperiódus
A 15. század végén a gazdag tiroli ezüstbányákra alapozva kezdődött a súlyos ezüstpénzek verése, amelyeket guldinernek vagy guldengroschennek neveztek. Először az ezüsttermelő országok, Csehország, Szászország vették át, majd de a 16. század folyamán egész Európában elterjedt, és az arany mellett a korszak olyan értékpénze lett, ami mellett a különböző helyi aprópénzek a váltópénz szerepét töltötték be.
A tallér elnevezés Csehország egyik legjelentősebb pénzverdéjéről, Joachimstalról kapta nevét; Joachimsthalerből lett a thaler, azaz a tallér. Fokozatosan ez a név vette át nemzetközileg a guldiner vagy guldengroschen helyét erre a pénzegységre, illetve érmefajtára vonatkozóan.

## A pénzérmék ma

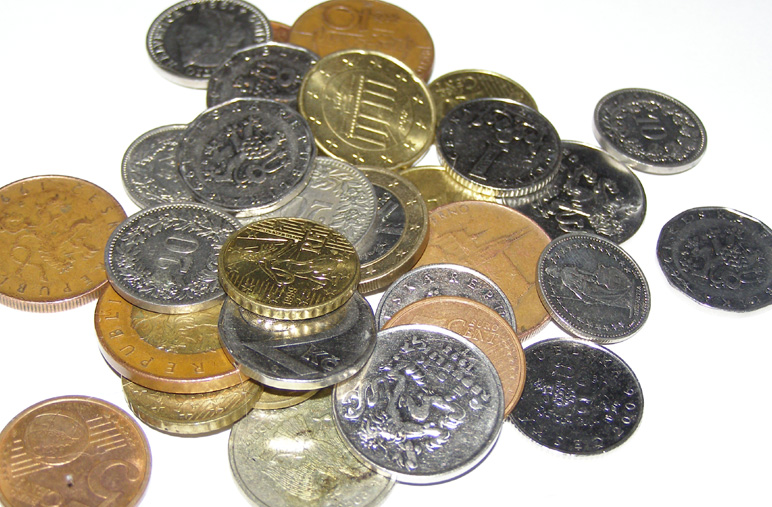
21. századi pénzérmék

A pénzérméknek ma a hétköznapi életben a lakossági és turista forgalomban van tranzakciós szerepe készpénzként. A különleges érméknek erősödött a tezaurációs szerepe.

### Magyarország
Ahhoz, hogy 2025-ben Magyarországon egy érme törvényes fizetőeszköz legyen, a következőknek kell szerepelnie a fémdarabon: névérték, fizetőeszköz neve (forint felirat), évszám, verdejel (BP.) és a Magyar Köztársaság felirat. Enélkül csak emlékérméről beszélünk.
Magyarországon a Magyar Pénzverő Zrt. hivatott a pénzeket verni és forgalmazni, ennek a cégnek a Magyar Nemzeti Bank a kizárólagos tulajdonosa.